# Route nationale 24 (Italie)
Pour les articles homonymes, voir Route nationale 24.
La route nationale 24 (SS 24, Strada statale 24 del Monginevro) est une route nationale d'Italie, située dans la région du Piémont, elle relie Turin à la frontière française (RN 94), via Suse, sur une longueur de 96,540 km.